# Mellicta nevadensis
Mellicta nevadensis är en fjärilsart som beskrevs av Charles Oberthür 1904. Mellicta nevadensis ingår i släktet Mellicta och familjen praktfjärilar. Inga underarter finns listade i Catalogue of Life.